# Rhinochimaera africana
Rhinochimaera africana är en broskfiskart som beskrevs av Compagno, Stehmann och Ebert 1990. Rhinochimaera africana ingår i släktet Rhinochimaera och familjen Rhinochimaeridae. IUCN kategoriserar arten globalt som otillräckligt studerad. Inga underarter finns listade i Catalogue of Life.
Arten har flera från varandra skilda utbredningsområden. Den är känd från sydöstra Atlanten vid Sydafrika, från västra Indiska oceanen vid Moçambique samt från västra Stilla havet vid Kina, Taiwan och Japan, inklusive ett fynd från Australien. Rhinochimaera africana vistas i regioner som är 550 till 1450 meter djupa.
Denna helhuvudfisk blir vanligen 65 cm lång och den maximala längden är 150 cm. Honor blir allmänt lite större än hannar. Könsmognaden infaller för hannar vid en längd av 40 till 50 cm samt för honor vid cirka 50 cm längd.